# Alberico Evani
Alberico Evani (Massa, Italia, 1 de enero de 1963) es un exfutbolista y entrenador italiano que se desempeñaba como centrocampista. Actualmente está sin club.

## Trayectoria

### Como jugador
Nacido en Massa, Toscana, Evani jugó 353 partidos en la Serie A, anotando 16 goles. Tras comenzar en la cantera del A.C. Milan, ascendió al primer equipo, donde se convirtió en un veloz mediocampista izquierdo con buena técnica. Aunque no era tan rápido ni habilidoso como algunos de los jugadores más destacados del Milan en aquel entonces, su consistencia, el esfuerzo y versatilidad por la banda izquierda resultaron vitales para el primer equipo, especialmente durante el mandato de Arrigo Sacchi y, posteriormente, con Fabio Capello.
Debutó con 18 años en 1981, vistiendo la camiseta rossoneri durante los siguientes 13 años. Sus logros en el Milan incluyen dos ascensos de la Serie B, tres títulos de la Serie A, dos Copas de Europa, dos Supercopas de Italia, dos Supercopas de Europa y dos Copas Intercontinentales, marcando el gol de la victoria contra el Atlético Nacional en su triunfo de 1989. Dejó el Milán en 1993 para fichar por la Sampdoria, club con el que ganó la Copa Italia en 1994, donde permaneció cuatro años hasta su paso por el Reggiana de la Serie B en 1997, y terminó su carrera en el Carrarese en 1998, en la Serie C1.

### Selección nacional
Cuando Sacchi fue nombrado seleccionador de Italia, Evani se convirtió en un jugador indispensable para la selección italiana. Durante su etapa como futbolista, representó a su país en la Copa Mundial de la FIFA 1994, participando en la derrota inicial de los italianos ante Irlanda y marcando un penalti en la tanda de penaltis contra Brasil en la final.

### Como entrenador
Después de su retiro, Evani regresó al AC Milan, trabajando como entrenador del equipo juvenil de los Allievi Nazionali (jugadores de 16 a 17 años), siendo coronado campeón nacional en 2007, para luego comenzar a realizar cualificaciones como entrenador.
En junio de 2009, fue anunciado como entrenador del San Marino Calcio de la Lega Pro Seconda Divisione. No obstante, fue destituido de su puesto de entrenador en abril de 2010 a pesar de estar en segundo lugar con su equipo, citando problemas internos dentro del equipo y relaciones difíciles con la junta directiva.
En agosto de 2010, comenzó a trabajar en las categorías inferiores de la selección de Italia. El 6 de febrero de 2018, asumió como entrenador interino de la sub-21 para los amistosos de marzo, mientras que Luigi Di Biagio fue nombrado entrenador interino de la selección absoluta. A finales del mes, el entrenador del primer equipo, Roberto Mancini, lo nombró como su asistente técnico. El 4 de agosto de 2023, tras una reorganización de la plantilla de la selección nacional, fue sustituido por Alberto Bollini.
El 7 de abril de 2025, fue contratado como entrenador de la Sampdoria. Si bien el equipo había descendido a la Serie C, la quita de puntos al Brescia llevaron a su equipo a disputar una eliminatoria contra Salernitana para permanecer en la Serie B, de la que salieron victoriosos y logrando así una inesperada salvación. No obstante, el 13 de julio, fue reemplazado en su cargo por Massimo Donati.

## Clubes

### Como jugador
| Club         | País   | Año       | Partidos | Goles |
| ------------ | ------ | --------- | -------- | ----- |
| AC Milan     | Italia | 1980-1993 | 296      | 14    |
| UC Sampdoria | Italia | 1993-1997 | 94       | 2     |
| AC Reggiana  | Italia | 1997-1998 | 7        | 0     |
| Carrarese    | Italia | 1998-1999 | 12       | 1     |

### Como entrenador
| Club                       | País       | Año       |
| -------------------------- | ---------- | --------- |
| San Marino Calcio          | San Marino | 2009-2010 |
| Selección de Italia Sub-18 | Italia     | 2010-2013 |
| Selección de Italia Sub-19 | Italia     | 2011-2013 |
| Selección de Italia Sub-20 | Italia     | 2013-2017 |
| Sampdoria                  | Italia     | 2025      |

## Estadísticas como entrenador
| Equipo             | Div.  | Temporada | Liga  | Liga | Liga | Liga | Liga |       | Copa | Copa | Copa | Copa  |   | Internacional | Internacional | Internacional | Internacional | Internacional |   | Otros | Otros | Otros | Otros |   | Totales     | Totales | Totales | Totales | Totales | Totales | Totales | Totales |
| Equipo             | Div.  | Temporada | Part. | G    | E    | P    | Pos. | Part. | G    | E    | P    | Part. | G | E             | P             | Pos.          | Part.         | G             | E | P     | Part. | G     | E     | P | Rendimiento | GF      | GC      | Dif.    |         |         |         |         |
| ------------------ | ----- | --------- | ----- | ---- | ---- | ---- | ---- | ----- | ---- | ---- | ---- | ----- | - | ------------- | ------------- | ------------- | ------------- | ------------- | - | ----- | ----- | ----- | ----- | - | ----------- | ------- | ------- | ------- | ------- | ------- | ------- | ------- |
| Sampdoria · Italia | 2.ª   | 2024-25   | 6     | 2    | 3    | 1    | 17.º | -     | -    | -    | -    | -     | - | -             | -             | -             | 2             | 2             | 0 | 0     | 8     | 4     | 3     | 1 | 62.5%       | 8       | 3       | +5      |         |         |         |         |
| Sampdoria · Italia | Total | Total     | 6     | 2    | 3    | 1    | -    | -     | -    | -    | -    | -     | - | -             | -             | -             | 2             | 2             | 0 | 0     | 8     | 4     | 3     | 1 | 62.5%       | 8       | 3       | +5      |         |         |         |         |
| 1. 2.              |       |           |       |      |      |      |      |       |      |      |      |       |   |               |               |               |               |               |   |       |       |       |       |   |             |         |         |         |         |         |         |         |

### Resumen por competiciones
| Competición | Partidos | Ganados | Empatados | Perdidos | %     | Resultado   |
| ----------- | -------- | ------- | --------- | -------- | ----- | ----------- |
| Serie B     | 8        | 4       | 3         | 1        | 62.5% | 17.º lugar  |
| Copa Italia | 0        | 0       | 0         | 0        | 0%    | En disputa  |
| TOTAL       | 8        | 4       | 3         | 1        | 62.5% | Sin Títulos |

## Palmarés

### Como jugador

#### Campeonatos nacionales
| Título              | Club         | País   | Año     |
| ------------------- | ------------ | ------ | ------- |
| Serie B             | A. C. Milan  | Italia | 1980-81 |
| Serie B             | A. C. Milan  | Italia | 1982-83 |
| Serie A             | A. C. Milan  | Italia | 1987-88 |
| Supercopa de Italia | A. C. Milan  | Italia | 1988    |
| Serie A             | A. C. Milan  | Italia | 1991-92 |
| Supercopa de Italia | A. C. Milan  | Italia | 1992    |
| Serie A             | A. C. Milan  | Italia | 1992-93 |
| Copa de Italia      | UC Sampdoria | Italia | 1993-94 |

#### Campeonatos internacionales
| Título                       | Club        | País      | Año     |
| ---------------------------- | ----------- | --------- | ------- |
| Liga de Campeones de la UEFA | A. C. Milan | Barcelona | 1988-89 |
| Supercopa de Europa          | A. C. Milan | Milán     | 1989    |
| Copa Intercontinental        | A. C. Milan | Tokio     | 1989    |
| Liga de Campeones de la UEFA | A. C. Milan | Viena     | 1989-90 |
| Supercopa de Europa          | A. C. Milan | Milán     | 1990    |
| Copa Intercontinental        | A. C. Milan | Tokio     | 1990    |

#### Distinciones individuales
| Distinción                                             | Año  |
| ------------------------------------------------------ | ---- |
| Elegido Hombre del partido en la Copa Intercontinental | 1989 |
| Máximo goleador de la Copa Intercontinental            | 1989 |